# Seznam českých hráčů v NHL v sezóně 2014/2015
Toto je seznam hráčů Česka a jejich statistiky v sezóně 2014/2015 NHL.
- Stanley Cup v této sezóně získal Michal Rozsíval s týmem Chicago Blackhawks.

| Tým                 | Věk | Hráč              | Post | Počet zápasů | Branky | Asistence | Body | Počet zápasů v play off | Branky v play off | Asistence v play off | Body v play off |
| ------------------- | --- | ----------------- | ---- | ------------ | ------ | --------- | ---- | ----------------------- | ----------------- | -------------------- | --------------- |
| Philadelphia Flyers | 25  | Jakub Voráček     | F    | 82           | 22     | 59        | 81   | Ne                      |                   |                      |                 |
| Calgary Flames      | 30  | Jiří Hudler       | F    | 78           | 31     | 45        | 76   | 11                      | 4                 | 4                    | 8               |
| Vancouver Canucks   | 33  | Radim Vrbata      | F    | 79           | 31     | 32        | 63   | 6                       | 2                 | 2                    | 4               |
| Tampa Bay Lightning | 23  | Ondřej Palát      | F    | 75           | 16     | 47        | 63   | 26                      | 8                 | 8                    | 16              |
| Montreal Canadiens  | 32  | Tomáš Plekanec    | F    | 82           | 26     | 34        | 60   | 12                      | 1                 | 3                    | 4               |
| Florida Panthers    | 42  | Jaromír Jágr      | F    | 77           | 17     | 30        | 47   | Ne                      |                   |                      |                 |
| Winnipeg Jets       | 26  | Michael Frolík    | F    | 82           | 19     | 23        | 42   | 4                       | 0                 | 0                    | 0               |
| New Jersey Devils   | 38  | Patrik Eliáš      | F    | 69           | 13     | 21        | 34   | Ne                      |                   |                      |                 |
| Ottawa Senators     | 30  | Milan Michálek    | F    | 66           | 13     | 21        | 34   | 6                       | 1                 | 0                    | 1               |
| Detroit Red Wings   | 37  | Marek Židlický    | D    | 84           | 7      | 27        | 34   | 6                       | 0                 | 0                    | 0               |
| Dallas Stars        | 31  | Aleš Hemský       | F    | 76           | 11     | 21        | 32   | Ne                      |                   |                      |                 |
| Arizona Coyotes     | 33  | Martin Erat       | F    | 79           | 9      | 23        | 32   | Ne                      |                   |                      |                 |
| Winnipeg Jets       | 26  | Jiří Tlustý       | F    | 72           | 14     | 17        | 31   | 4                       | 0                 | 0                    | 0               |
| San Jose Sharks     | 21  | Tomáš Hertl       | F    | 82           | 13     | 18        | 31   | Ne                      |                   |                      |                 |
| Boston Bruins       | 28  | David Krejčí      | F    | 47           | 7      | 24        | 31   | Ne                      |                   |                      |                 |
| Boston Bruins       | 18  | David Pastrňák    | F    | 46           | 10     | 17        | 27   | Ne                      |                   |                      |                 |
| Anaheim Ducks       | 30  | Tomáš Fleischmann | F    | 66           | 8      | 19        | 27   | 6                       | 0                 | 1                    | 1               |
| Arizona Coyotes     | 27  | Martin Hanzal     | F    | 37           | 8      | 16        | 24   | Ne                      |                   |                      |                 |
| Anaheim Ducks       | 22  | Jiří Sekáč        | F    | 69           | 9      | 14        | 23   | 7                       | 0                 | 0                    | 0               |
| Detroit Red Wings   | 23  | Andrej Nestrašil  | F    | 54           | 7      | 13        | 20   | Ne                      |                   |                      |                 |
| St. Louis Blues     | 21  | Dmitrij Jaškin    | F    | 54           | 13     | 5         | 18   | 6                       | 0                 | 1                    | 1               |
| New Jersey Devils   | 33  | Martin Havlát     | F    | 40           | 5      | 9         | 14   | Ne                      |                   |                      |                 |
| Detroit Red Wings   | 27  | Jakub Kindl       | D    | 35           | 5      | 8         | 13   | 1                       | 0                 | 0                    | 0               |
| Colorado Avalanche  | 36  | Jan Hejda         | D    | 81           | 1      | 12        | 13   | Ne                      |                   |                      |                 |
| Chicago Blackhawks  | 36  | Michal Rozsíval   | D    | 65           | 1      | 12        | 13   | 10                      | 0                 | 1                    | 1               |
| Tampa Bay Lightning | 24  | Andrej Šustr      | D    | 72           | 0      | 13        | 13   | 26                      | 1                 | 1                    | 2               |
| St. Louis Blues     | 32  | Zbyněk Michálek   | D    | 68           | 4      | 8         | 12   | 6                       | 0                 | 0                    | 0               |
| Toronto Maple Leafs | 28  | Roman Polák       | D    | 56           | 5      | 4         | 9    | Ne                      |                   |                      |                 |
| Carolina Hurricanes | 24  | Michal Jordán     | D    | 38           | 2      | 4         | 6    | Ne                      |                   |                      |                 |
| Tampa Bay Lightning | 24  | Radko Gudas       | D    | 31           | 2      | 3         | 5    | Ne                      |                   |                      |                 |
| Edmonton Oilers     | 21  | David Musil       | D    | 4            | 0      | 2         | 2    | Ne                      |                   |                      |                 |
| Philadelphia Flyers | 22  | Petr Straka       | F    | 3            | 0      | 2         | 2    | Ne                      |                   |                      |                 |
| Calgary Flames      | 28  | Ladislav Šmíd     | D    | 31           | 0      | 1         | 1    | Ne                      |                   |                      |                 |
| Colorado Avalanche  | 24  | Tomáš Vincour     | F    | 7            | 0      | 1         | 1    | Ne                      |                   |                      |                 |
| Winnipeg Jets       | 27  | Ondřej Pavelec    | G    | 50           | 0      | 0         | 0    | 4                       | 0                 | 0                    | 0               |
| New York Islanders  | 26  | Michal Neuvirth   | G    | 32           | 0      | 0         | 0    | 1                       | 0                 | 0                    | 0               |
| Detroit Red Wings   | 22  | Petr Mrázek       | G    | 29           | 0      | 0         | 0    | 7                       | 0                 | 0                    | 0               |
| Nashville Predators | 23  | Marek Mazanec     | G    | 2            | 0      | 0         | 0    | Ne                      |                   |                      |                 |
| Pittsburgh Penguins | 22  | Dominik Uher      | F    | 2            | 0      | 0         | 0    | Ne                      |                   |                      |                 |

- F = Útočník
- D = Obránce
- G = Brankář